# Obrium cantharinum
Obrium cantharinum је врста инсекта из реда тврдокрилаца (Coleoptera) и породице стрижибуба. Сврстана је у потпородицу Cerambycinae.

## Распрострањеност
Врста је распрострањена на подручју Европе, Мале Азије, Јужног Кавказа и Кавказа. У Србији је релативно ретка врста.

## Опис
Глава, пронотум и покрилца су црвенкастобраон до тамнобраон боје, а очи су црне. Ноге су браон до црне боје. Потиљак измећу очију је знатно ужи од ширине ока. Пронотум је потпуно гладак и са нејасном пунктуром (за разлику од врсте Obrium brunneum где је пронотум са густом пунктуром). Антене су тамније и средње дужине. Дужина тела је од 5 до 10 mm.

## Биологија
Животни циклус траје од једне до две године. Ларве се развијају у мртвим гранама и пањевима. Адулти су активни од маја до августа и срећу се на биљци домаћину или на цвећу. Као домаћин јављају се различите врсте листопадног дрвећа (пре свега топола, затим и врба, храст и ружа).

## Статус заштите
Obrium cantharinum се налази на Европској црвеној листи сапроксилних тврдокрилаца.

## Синоними
- Cerambyx cantharinus Linnaeus, 1767